# Rae Allen
Rae Allen, all'anagrafe Raffaella Julia Theresa Abruzzo (New York, 3 luglio 1926 – Los Angeles, 6 aprile 2022) è stata un'attrice statunitense.
Era la figlia di Julia Riccio, sarta e parrucchiera, e di Joseph Abruzzo, autista e cantante d'opera.
È stata candidata tre volte ai Tony Awards per le sue interpretazioni teatrali, vincendone uno alla migliore attrice non protagonista in un'opera teatrale nel 1971 per la sua performance in And Miss Reardon Drinks a Little. Ha recitato anche in alcuni musical a Broadway, tra cui Damn Yankees (1955), Oliver! (1963) e Il violinista sul tetto (1965).

## Filmografia

### Cinema
- Damn Yankees!, regia di George Abbott e Stanley Donen (1958)
- The Tiger Makes Out, regia di Arthur Hiller (1967)
- Senza un filo di classe (Where's Poppa?), regia di Carl Reiner (1970)
- Taking Off, regia di Miloš Forman (1971)
- Un folle trasloco (Moving), regia di Alan Metter (1988)
- Ragazze vincenti (A League of Their Own), regia di Penny Marshall (1992)
- Angie - Una donna tutta sola (Angie), regia di Martha Coolidge (1994)
- Stargate, regia di Roland Emmerich (1994)
- Reign Over Me, regia di Mike Binder (2007)

### Televisione
- Gli intoccabili (The Untouchables) - serie TV, 1 episodio (1962)
- The Patty Duke Show - serie TV, 1 episodio (1964)
- Arcibaldo (All in the Family) - serie TV, 2 episodi (1972-1973)
- Medical Center - serie TV, 1 episodio (1973)
- If I Had a Million - film TV, regia di Daryl Duke (1973)
- Bolle di sapone (Soap) - serie TV, 4 episodi (1980)
- Ralph supermaxieroe (The Greatest American Hero) - serie TV, 1 episodio (1981)
- Lou Grant - serie TV, 1 episodio (1982)
- Mai dire sì (Remington Steele) - serie TV, 1 episodio (1982)
- Hill Street giorno e notte (Hill Street Blues) - serie TV, 1 episodio (1982)
- Top Secret (Scarecrow and Mrs. King) - serie TV, 1 episodio (1984)
- Nel regno delle fiabe (Faerie Tale Theatre) - serie TV, 1 episodio (1986)
- E giustizia per tutti (Equal Justice) - serie TV, 2 episodi (1990)
- Seinfeld - serie TV, 2 episodi (1991)
- Oltre il ponte (Brooklyn Bridge) - serie TV, 1 episodio (1993)
- Hudson Street - serie TV, 1 episodio (1995)
- Providence - serie TV, 1 episodio (2002)
- I Soprano (The Sopranos) - serie TV, 5 episodi (2004)
- Joan of Arcadia - serie TV, 1 episodio (2004)
- N.Y.P.D. - serie TV, 1 episodio (2004)
- Grey's Anatomy - serie TV, 1 episodio (2006)